# روبرت إتش لي
روبرت إتش لي هو شخصية أعمال كندي، ولد في 25 يونيو 1933.